# 百瀬はる夏
百瀬 はる夏（ももせ はるか、1997年5月23日 - ）は、日本のアイドルタレント。桃色革命の元メンバー。プラチナムプロダクション所属を経てナインズプロモーションに所属。東京都八王子市出身。2024年6月入籍。

## 出演

### 舞台
- 問題のない私たち（2015年、シアターサンモール）[5]
- クォンタムドールズ 2017（2017年、六行会ホール） - コルト 役[6]
- 川谷絵音主演＆プロデュース舞台「独特な人」 (2019年、神田明神ホール）[7]

### CM
- 進研ゼミ高校講座 ウェブCM 主演ナオ役（2016年、ベネッセコーポレーション）
- マックチョコポテト 新体験編（2016年、日本マクドナルド）
- ギガ物語 アイドル編（2016年、ソフトバンク）
- ポケコロ〜ポケット暮らしのコロニアン〜（2017年、cocone）
- わが家は焼肉屋さん 応援編（2020年 - 2021年、キッコーマン）

### ネット配信ドラマ
- CROW'S BLOOD（2016年、Hulu） - レギュラー出演

### テレビ番組
- chouchou（2018年、テレビ朝日） - 再現ドラマ出演
- SPORTS X（2018年、BS朝日） - 応援部活サポーター[8]
- 水曜日のダウンタウン（2018年、TBS） - 恋愛リアリティ企画「MONSTER HOUSE」レギュラー[9]
- 金曜日のどっち!?（2019年、テレビ朝日） - 渡辺美優紀 役[10]

### プロモーションビデオ
- ゆず「マスカット」プロモーションビデオ（2018年、セーニャ・アンド・カンパニー）[11]

### テレビドラマ
- 電影少女 -VIDEO GIRL MAI 2019-（2019年、テレビ東京） - レギュラー出演[12]
- リーガル・ハート 〜いのちの再建弁護士〜 第3話（2019年、テレビ東京）[13]
- 未満警察 ミッドナイトランナー 第2話・第3話（日本テレビ）

## モデル活動

### 雑誌
- 週刊プレイボーイ No.53（2018年、集英社）[14]